# اگزوتوکسین

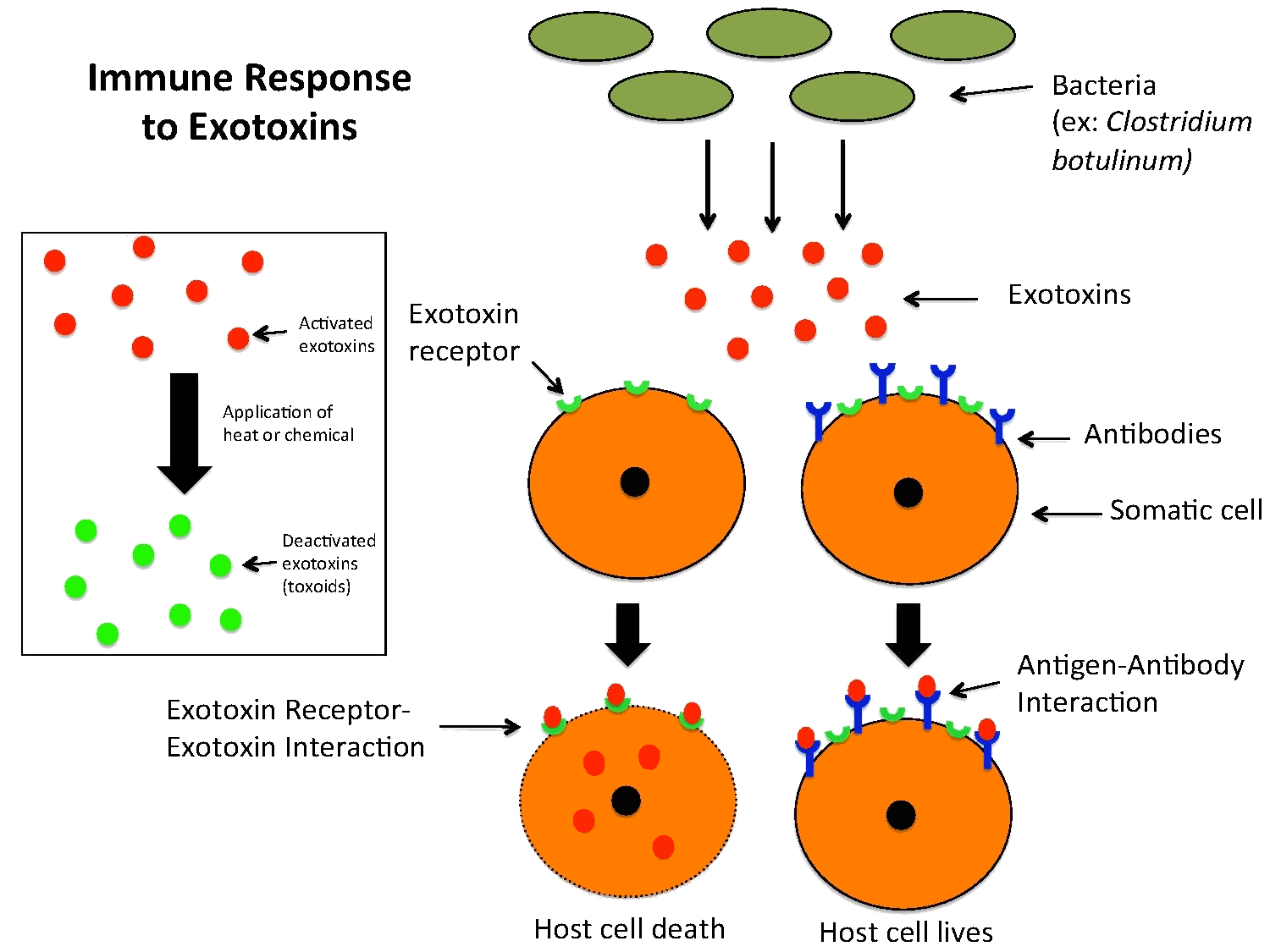
این شکل نشان می‌دهد که اگزوتوکسین‌ها توسط سلول‌های باکتریایی، به عنوان مثال کلستریدیوم بوتولینوم ترشح می‌شوند و برای سلول‌های سوماتیک سمی هستند. سلول‌های سوماتیک دارای پادتن‌هایی روی دیواره سلولی هستند تا اگزوتوکسین‌ها را هدف گرفته و به آن‌ها متصل شوند و از تهاجم سلول‌های سوماتیک جلوگیری کنند. اتصال اگزوتوکسین و پادتن یک برهم‌کنش آنتی‌ژن و پادتن را ایجاد می‌کند و اگزوتوکسین‌ها برای تخریب توسط سیستم ایمنی هدف قرار می‌گیرند. اگر این تعامل رخ ندهد، اگزوتوکسین‌ها به گیرنده‌های اگزوتوکسین که در سطح سلول هستند متصل می‌شوند و با مهار سنتز پروتئین باعث مرگ سلول میزبان می‌شوند. این شکل همچنین نشان می‌دهد که استفاده از گرما یا مواد شیمیایی روی اگزوتوکسین‌ها می‌تواند منجر به غیرفعال شدن اگزوتوکسین‌ها شود. اگزوتوکسین‌های غیرفعال توکسوئید نامیده می‌شوند و برای سلول‌های جسمانی مضر نیستند.

اگزوتوکسین (به انگلیسی: exotoxin) سمی را گویند که یاخته باکتریایی تولید و در محیط پیرامون خود ترشح می‌کند. مانند اگزوتوکسین کورینه باکتریوم دیفتری و باسیل سیاه زخم. زهرابه یا توکسین سمی است که در باکتری وجود دارد یا باکتری آن را ترشح کرده‌است و دو نوع است درون‌زهرابه و برون‌زهرابه.